# Villarreal (Badajoz)
Villarreal (en portugués: Vila Real; hasta 1801, Aldeia da Ribeira) es una pedanía del municipio español de Olivenza, en la provincia de Badajoz.

## Situación
Está situada a 12 km al oeste de Olivenza, cercana al río Guadiana y a la frontera con Portugal. Junto al río Guadiana posee un moderno embarcadero para pequeñas embarcaciones.

## Historia
Hasta 1801, la antigua Aldeia da Ribeira perteneció al antiguo municipio portugués de Jurumeña (Juromenha). Desde entonces, con el nombre actual, es una de las aldeas de Olivenza. Desde 1834 quedó integrado en el partido judicial de Olivenza.

## Patrimonio

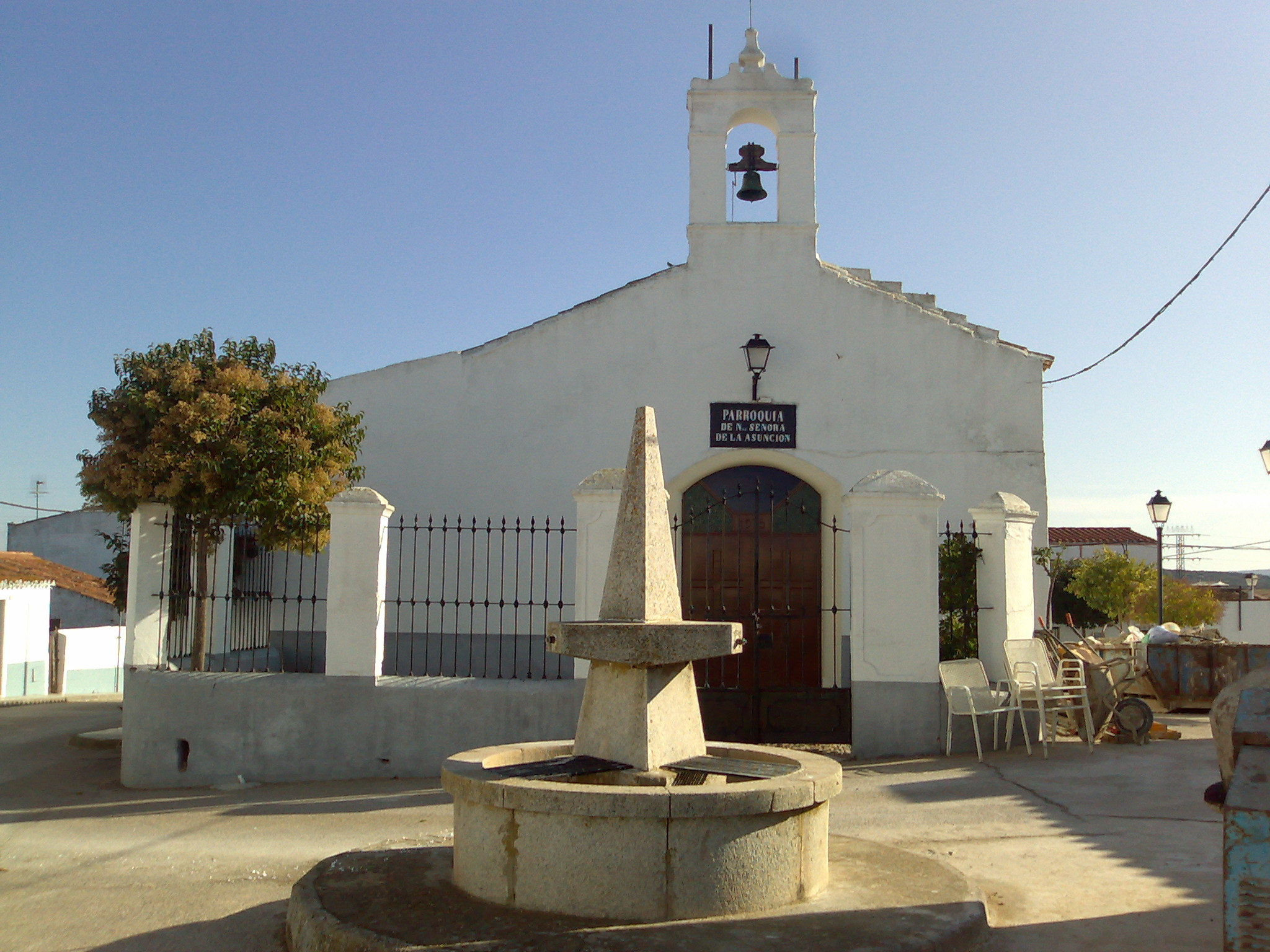
Iglesia de Nuestra Señora de la Asunción.

Figura la iglesia parroquial católica bajo la advocación de Nuestra Señora de la Asunción, en la Archidiócesis de Mérida-Badajoz. El templo es una construcción sencilla de proporciones reducidas y semejante a una ermita de planta rectangular, abovedada, cabecera rectangular y cupulada, sacristía y capilla bautismal anexa. En la entrada de acceso se encuentra la sencilla ermita de Santa Ana.

## Población
En la actualidad cuenta con una población de 81 habitantes (INE 2017).

## Galería

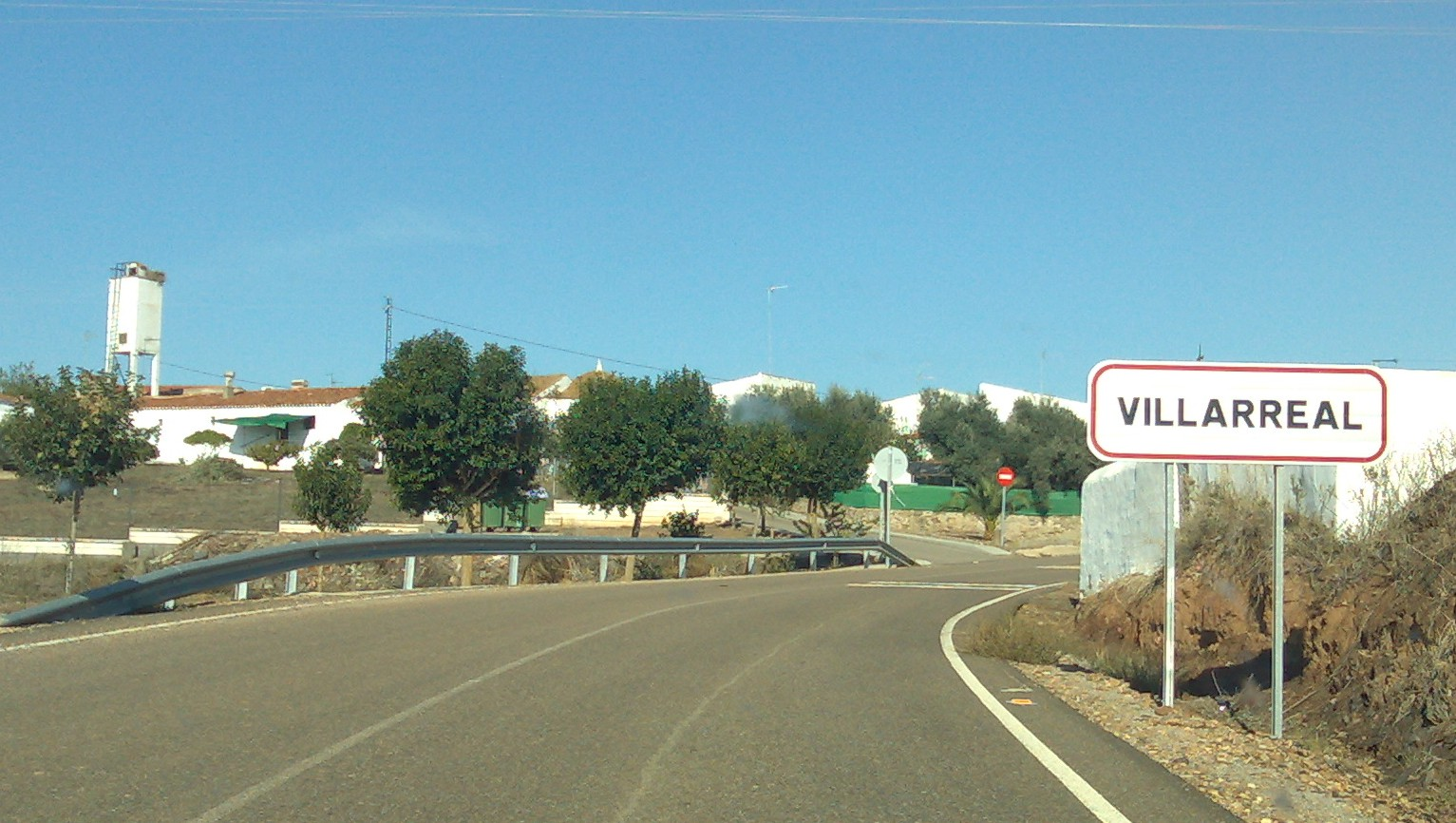
Entrada de la localidad
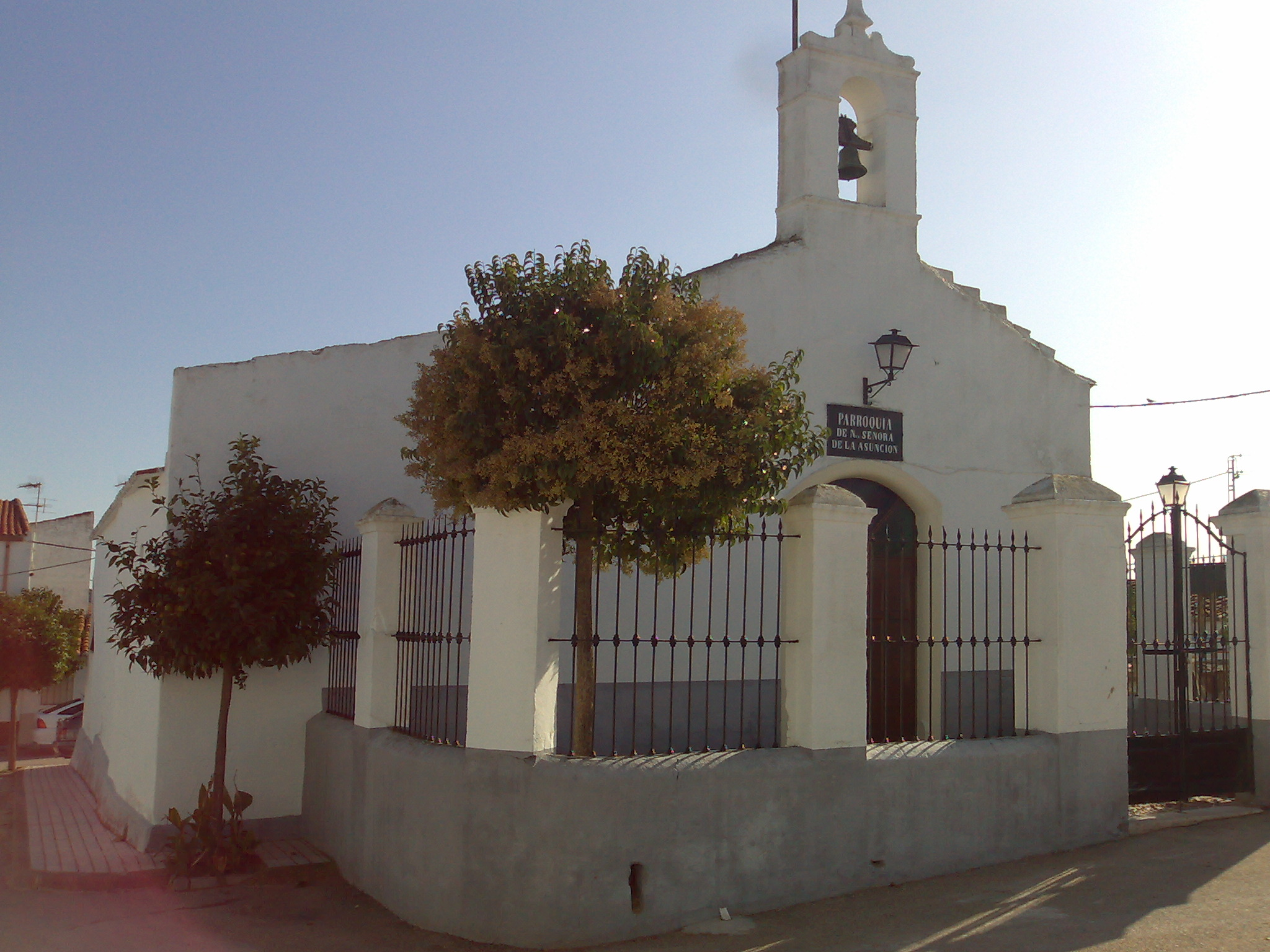
Parroquia de Nuestra Señora de la Asunción
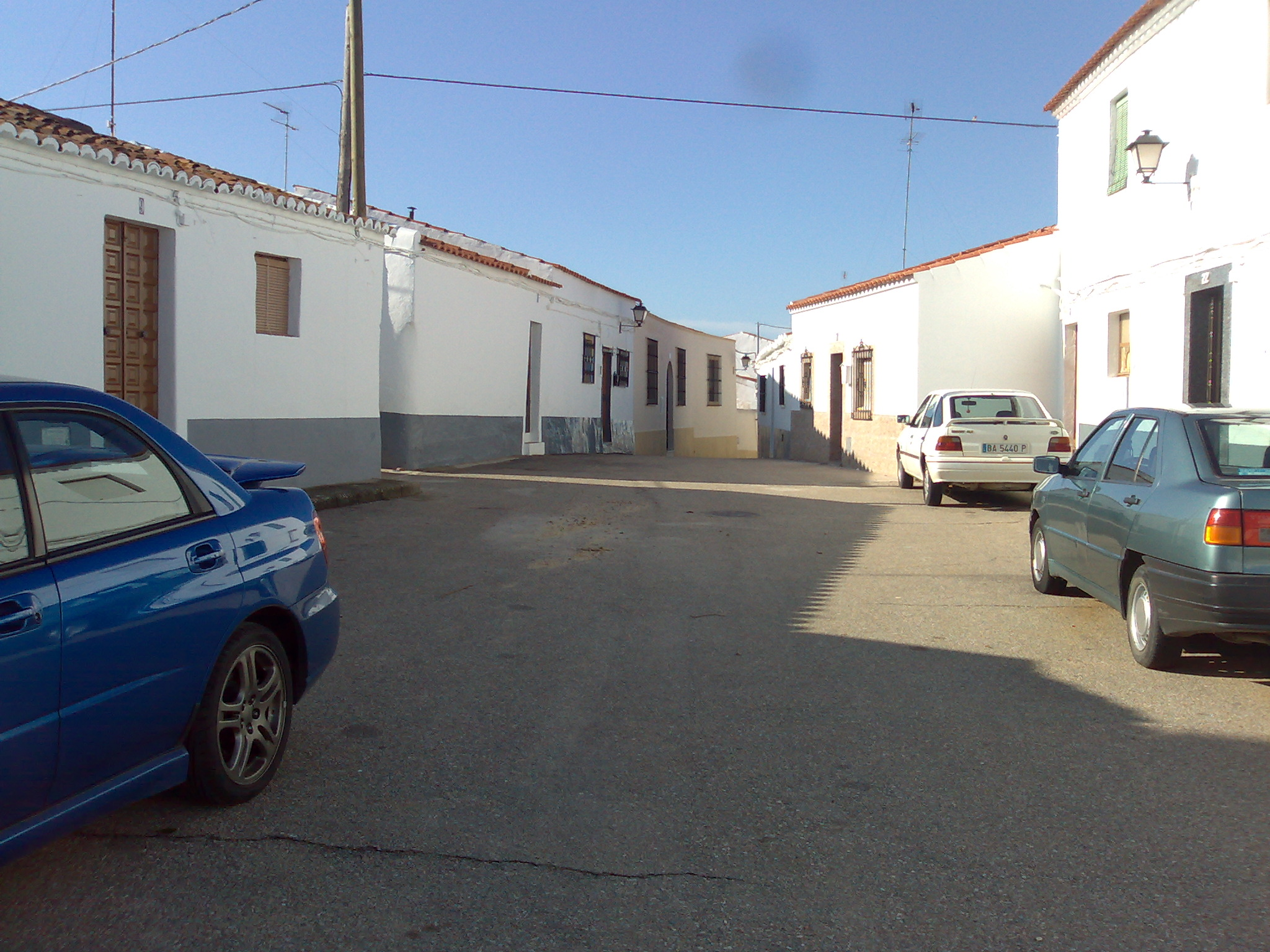
Calle de la zona
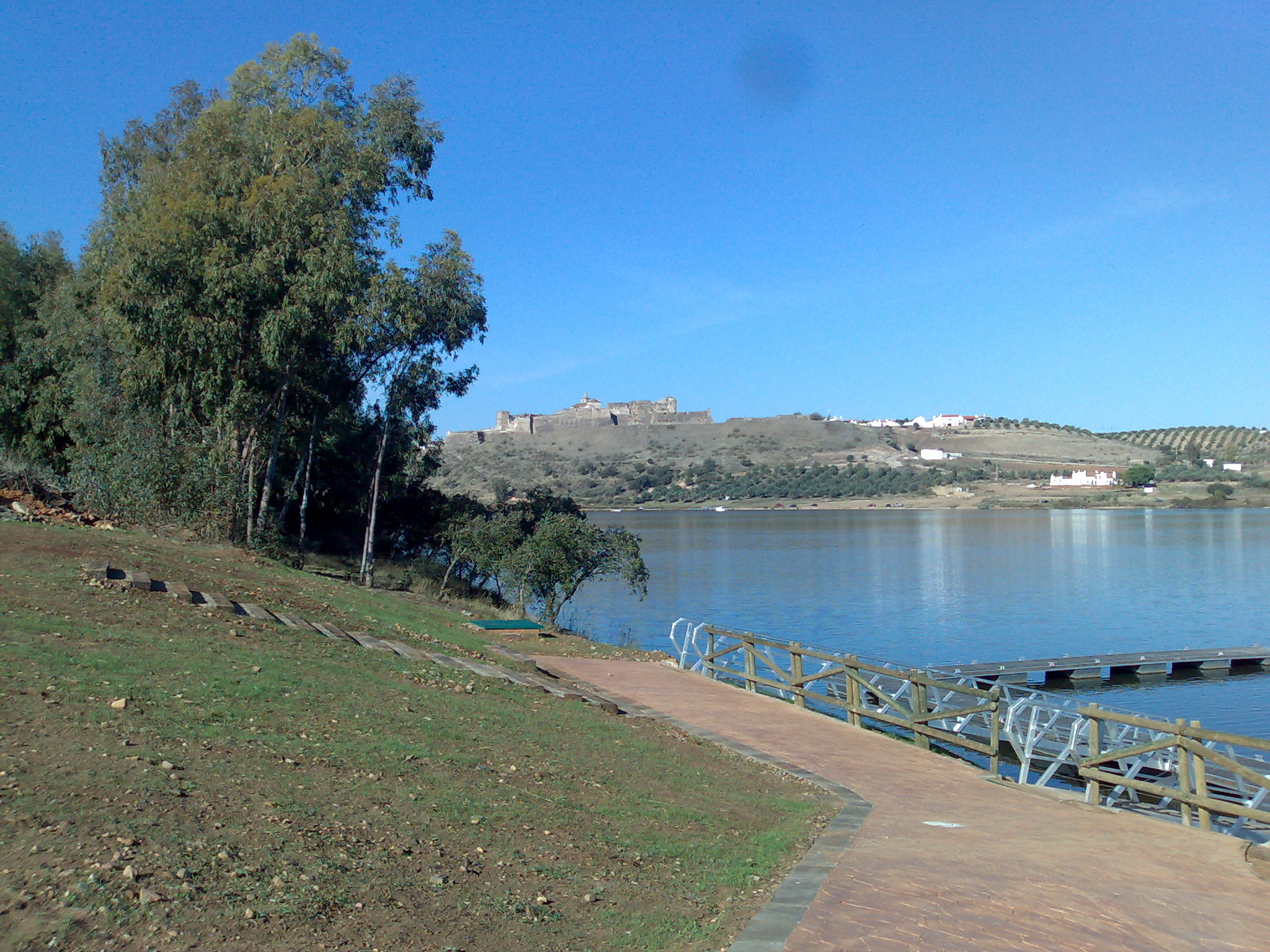
Vista del río Guadiana desde la localidad